# Бахур

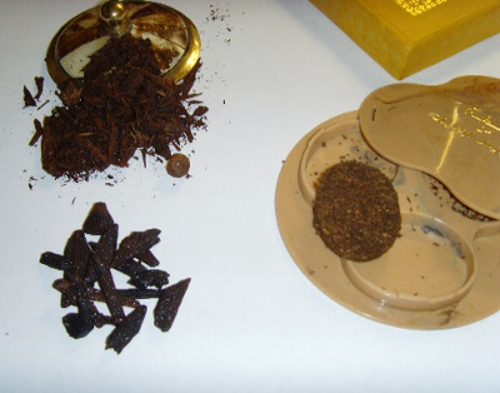
Бахур

Бахýр (араб. بخور) — зразок так званої парфумерії для будинку, коли запах надається не людині, а її оселі; давня східна традиція, яка і в наші дні поширена на Аравійському півострові. Всі види арабських пахощів широко використовуються в країнах Перської затоки.

## Історія
За переказами, ще Пророк Мухаммед регулярно використовував бахур, особливо у п'ятницю, у святий для всіх мусульман день. Особливий привід для куріння бахура, це священний для мусульман місяць Рамадан, коли всі думки правовірних спрямовані на смиренність та самовдосконалення. З бахуром також зустрічають великі мусульманські свята, Ід Аль-Фітр, Ід аль-Адха та ін.
Є історичні докази, що ще на початку нашої ери римляни і стародавні греки використовували бахур в особливих випадках. Поширення Бахура у Європі помітно й у середні віки, насамперед у церковних обрядах. Найвідоміший приклад бахура — це знамениті дари волхвів, які вони принесли новонародженому Ісусу: це були золото, ладан та мирра.

### Сучасність
Зараз бахур — це, перш за все, ароматичний засіб. Справжній і якісний бахур повинен складатися тільки з натуральних компонентів, які роблять його унікальним, в порівнянні зі штучними ароматизаторами. Запах у бахура сильний і стійкий, навіть якщо його використовувати у відкритому просторі кімнати, весь день відчуватиметься його запах.

## Складники
Шматочки натурального ароматизованого дерева, які просякнуті ефірними оліями або екстрактами різних ароматичних речовин. Наприклад шматочки сандалового дерева, просочені ефірними оліями почув і оброблені екстрактами натурального мускусу.
Інший різновид бахура Бахур це ароматичне дерево, сильно подрібнене, перемішане з іншими речовинами і сильно спресоване. Основу бахура становлять так зване агарове дерево, в основному з Індії, і ладан Бахур ароматична смола, яку видобувають переважно в Омані та Ємені.

## Використання
Використовують для надання приємного запаху, як на честь знаменної події — весілля, зустріч гостей, а також просто для створення приємної атмосфери. У деяких країнах бахур дається в посаг нареченій і служить реліквією вдома. В Омані вважається гарним тоном, коли в сім'ї є свій власний рецепт бахура, який готується вручну та передається з покоління до покоління.
Також рекомендується поміщати бахурницю, що димить, у шафу з одягом, а особливо з взуттям, оскільки вважається, що це надає одягу та взуття приємного запаху. Під час куріння бахура в арабів прийнято спрямовувати дим на одяг та волосся, що надає додаткового ароматичного ефекту.
Щоб палити бахур, потрібна спеціальна чаша, так звана бахурниця (англ — incense burner) чи курильниця, потрібні спеціальне вугілля (charcoal for incense burner) і щипці, щоб безпечно керуватися вугіллям і бахуром.
Процес куріння бахура починається з підготовки: підпалюють вугілля, після цього потрібно акуратно підкласти вугілля в бахурницю, далі невелика кількість бахура поміщається на вугілля, що тліє, і майже відразу ж починається процес куріння і з'являється дим — це і є головна мета при курінні бахура. Тління однієї порції триває від однієї до декількох хвилин, дим бахура густий і ароматний, через кілька хвилин він розсіюється і залишається тільки запах.